# 김관영
김관영(金寬永, 1969년 11월 15일~)은 대한민국의 공인회계사, 공무원, 변호사, 정치인이다. 제19·20대 국회의원을 지냈고, 민선 8기 전북특별자치도지사(이전 명칭: 전라북도지사)이다.

## 생애
전라북도 군산시 출신이다. 공인회계사 시험, 행정고시, 사법시험에 모두 합격하였다. 2012년 총선에서 민주통합당 소속으로 당선된 뒤 2016년 총선에서 국민의당 소속으로 재선에 성공했다. 국민의당에서 원내수석부대표, 비대위, 사무총장 등을 역임한 이후 2018년 6월 25일 바른미래당 원내대표에 당선되었다.
2019년 4월 25일 선거제 및 공수처 패스트트랙 등을 통과시켰으며, 이후 4+1 협의체를 구성하여 선거제 및 공수처 패스스트랙 등의 개혁법안들을 주도적으로 처리했다.
2022년 6월 제8회 전국동시지방선거에서 전라북도지사로 당선되었다.

## 학력
- 용화국민학교 졸업
- 회현중학교 졸업
- 군산제일고등학교 졸업
- 성균관대학교 경영학과 학사
- 서울대학교 행정대학원 행정학 석사 (학위논문명 - 오염배출권 거래제도에 관한 연구 : 동 제도의 도입 가능성 검토를 중심으로)

## 경력
- 1990~1993 청운회계법인 공인회계사
- 1992 제36회 행정고시 합격
- 1993. 4.~2000. 2. 경제기획원 재정경제부 행정사무관
- 1999 제41회 사법고시 합격
- 2002~2011. 8. 김앤장 변호사, 공인회계사
- 2007~2008 조지워싱턴대학교 객원연구원
- 2012년 4월 11일: 대한민국 제19대 국회의원 선거 당선(전북 군산시, 민주통합당, 초선)
- 2012. 5.~2016. 5. 제19대 국회의원 (전북 군산시, 민주통합당→민주당→새정치민주연합→더불어민주당→무소속→국민의당, 초선)
  - 2012. 7.~2013. 3. 제19대 국회 전반기 국토해양위원회 위원
  - 2012. 7.~2013. 5. 제19대 국회 전반기 운영위원회 위원
  - 2013. 3.~2014. 5. 제19대 국회 전반기 국토교통위원회 위원
  - 2014. 6.~2016. 5. 제19대 국회 후반기 기획재정위원회 위원
  - 2015. 6.~2016. 5. 제19대 국회 후반기 예산결산특별위원회 위원
- 2012. 5.~2013. 5. 민주통합당 전라북도당 군산시 지역위원회 위원장
- 2012. 5.~2013. 5. 민주통합당 원내부대표
- 2012. 6. 민주통합당 비상대책위원회 위원
- 2012. 6.~2012. 7. 제18대 대통령 선거 민주통합당 후보 경선 준비기획단 기획위원
- 2012. 9.~2012. 12. 제18대 대통령 선거 민주통합당 문재인 대통령 후보 선거대책위원회 새만금특별위원회 공동위원장
- 2012. 9.~2012. 12. 제18대 대통령 선거 민주통합당 문재인 대통령 후보 선거대책위원회 공감본부 공약개발1단장
- 2013. 5.~2014. 3. 민주당 전라북도당 군산시 지역위원회 위원장
- 2013. 5.~2014. 1. 민주당 수석대변인
- 2014. 1.~2014. 2. 민주당 김한길 대표 비서실장
- 2014. 3.~2016. 1. 새정치민주연합→더불어민주당 전라북도당 군산시 지역위원회 위원장
- 2014. 3.~2014. 6. 새정치민주연합 김한길 공동대표 비서실장
- 2014. 10.~2015. 3. 새정치민주연합 법률담당 원내부대표
- 2015. 3.~2015. 6. 새정치민주연합 조직사무부총장
- 2015. 6.~2016. 1. 새정치민주연합→더불어민주당 수석사무부총장
- 2015. 8.~2016. 1. 새정치민주연합→더불어민주당 제2정책조정위원회 위원장
- 2015. 8.~2016. 1. 새정치민주연합→더불어민주당 조선해양산업대책위원회 공동위원장
- 2016. 1.~2016. 8. 국민의당 전라북도당 위원장
- 2016년 4월 13일: 대한민국 제20대 국회의원 선거 당선(전북 군산시, 국민의당, 재선)
- 2016. 5.~2020. 5. 제20대 국회의원(전북 군산시, 국민의당→바른미래당→무소속, 재선)
  - 2016. 6.~2017. 5. 제20대 국회 전반기 운영위원회 간사
  - 2016. 6.~2017. 9. 제20대 국회 전반기 정무위원회 간사
  - 2016. 7.~2018. 3. 제20대 국회 평창동계올림픽 및 국제경기대회지원 특별위원회 위원
  - 2017. 6.~2017. 12. 제20대 국회 헌법개정특별위원회 간사
  - 2017. 6.~2017. 12. 제20대 국회 헌법개정특별위원회 제1소위원장
  - 2017. 9.~2018. 2. 제20대 국회 전반기 정무위원회 위원
  - 2018. 1.~2018. 6. 제20대 국회 헌법개정 및 정치개혁특별위원회 간사
  - 2018. 2.~2018. 5. 제20대 국회 전반기 정무위원회 간사
  - 2018. 7.~2020. 5. 제20대 국회 후반기 운영위원회 위원
  - 2018. 7.~2020. 5. 제20대 국회 후반기 산업통상자원중소벤처기업위원회 위원
  - 2018. 7.~2020. 5. 제20대 국회 후반기 정보위원회 간사
- 2016. 5.~2017. 5. 국민의당 원내수석부대표
- 2016. 6. 국회 연구모임 Agenda 2050 정회원
- 2016. 11.~2017. 3. 국민의당 탄핵추진단 단장
- 2016. 12.~2017. 3. 대한민국 제18대 대통령(박근혜) 탄핵소추위원단 국회 청구인측 위원
- 2017. 4.~2017. 5. 제19대 대통령 선거 국민의당 안철수 대통령 후보 선거대책위원회 정책본부장
- 2017. 5.~2017. 8. 국민의당 비상대책위원회 위원
- 2017. 8.~2018. 2. 국민의당 사무총장
- 2018. 6.~2019. 5. 바른미래당 원내대표
- 2019. 11.~2020. 2. 바른미래당 최고위원
- 공공정책전략연구소 공동대표
- 2021. 12.~2022. 3. 제20대 대통령 선거 더불어민주당 이재명 대통령 후보 대한민국대전환선거대책위원회 국민통합위원회 위원장
- 2022년 6월 1일: 제8회 전국동시지방선거 당선(민선 8기, 전라북도지사, 더불어민주당, 초선)
- 2022. 7.~ 2024. 1. 제36대 전라북도지사(민선 8기, 더불어민주당, 초선)
- 2022. 7.~ 전북테크노파크 이사장
- 2022. 8.~2023. 12. 제16대 전국시도지사협의회 부회장
- 2023. 11~ 대한민국특별자치시도협의회 초대 공동회장
- 2024. 1.~2024. 12. 제17대 전국시도지사협의회 부회장
- 2024. 1.~ 제36대 전북특별자치도지사(민선 8기, 더불어민주당, 초선)

## 역대 선거 결과
|  | 60.04% |

|  | 47.12% |

|  | 36.72% |

|  | 82.11% |

## 소속 정당
| 소속 정당 | 소속 정당      | 소속 기간 | 비고      |
| --------- | -------------- | --------- | --------- |
|           | 민주통합당     | 2012~2013 | 정계 입문 |
|           | 민주당         | 2013~2014 | 당명 변경 |
|           | 새정치민주연합 | 2014~2015 | 합당      |
|           | 더불어민주당   | 2015~2016 | 당명 변경 |
|           | 무소속         | 2016      | 탈당      |
|           | 국민의당       | 2016~2018 | 창당      |
|           | 바른미래당     | 2018~2020 | 합당      |
|           | 무소속         | 2020~2021 | 탈당      |
|           | 더불어민주당   | 2021~현재 | 복당      |

## 가족 관계
- 아버지: 김진성(~2020년 1월 29일)
- 배우자: 목영숙(1970년~)

## 같이 보기
- 군산시 (2000년 선거구)
- 군산시의 국회의원
- 전북특별자치도지사